# مشعل العنزی (بازیکن فوتبال، زاده ۱۹۸۷)
مشعل العنزی (انگلیسی: Meshal Al-Enezi؛ زادهٔ ۷ ژانویهٔ ۱۹۸۷) یک ورزشکار اهل عربستان سعودی است.
از باشگاه‌هایی که در آن بازی کرده‌است می‌توان به باشگاه فوتبال الفیصلی عربستان سعودی و باشگاه فوتبال الرائد عربستان سعودی اشاره کرد.